# Santa Cecilia de Jubia
Jubia (llamada oficialmente Santa Icía de Xubia) era una parroquia española del municipio de Narón, en la provincia de La Coruña, Galicia.

## Otro nombre
La parroquia también recibía el nombre de Santa Cecilia de Jubia.

## Historia
La parroquia fue suprimida en 2010 pasando a ser el barrio de La Solana de la localidad de Narón.

## Entidades de población
Entidades de población que formaban parte de la parroquia:
- Fuente de la Cruz (A Fonte da Cruz)
- La Solana (A Solaina)
- Viviendas de la Marina Santa Cecilia (As Casas da Mariña)
- O Boial
- O Muíño do Vento
- O Roibo
- As Telleiras
- A Torre

## Demografía
| Gráfica de evolución demográfica de Jubia entre 2000 y 2010 |
|                                                             |
| Datos según el nomenclátor publicado por el INE.            |